# Saison 3 de Code Black
Chronologie
Saison 2
Cet article présente le guide des épisodes de la troisième et dernière saison de la série télévisée américaine Code Black.
Aux États-Unis, la saison a été diffusée à partir du 25 avril 2018 sur le réseau CBS ; au Canada, elle a été diffusée avec trois heures d'avance pour les quatre premiers épisodes, puis en simultané, sur le réseau CTV.

## Distribution

### Acteurs principaux
- Marcia Gay Harden (VF : Véronique Augereau) : Dr Leanne Rorish
- Boris Kodjoe : Dr Will Campbell
- Harry Ford (en) (VF : Jean-Philippe Pertuit) : Dr Angus Leighton
- Ben Hollingsworth (VF : Stanislas Forlani) : Dr Mario Savetti
- William Allen Young (en) (VF : Jean-Paul Pitolin) : Dr Rollie Guthrie
- Emily Tyra : Dr Noa Kean
- Noah Gray-Cabey : Dr Elliot Dixon
- Emily Alyn Lind : Ariel[1]
- Moon Bloodgood : Rox Valenzuela[2]
- Luis Guzmán (VF : Marc Saez) : Jesse Sallander
- Rob Lowe : Colonel Ethan Willis

### Acteurs récurrents et invités
- Angela Relucio : Risa Park
- Emily Nelson : Hannah Reynolds

## Épisodes

### Épisode 1:L'Heure en or
- États-Unis /  Canada : 25 avril 2018 sur CBS[3] / CTV
- France : 18 novembre 2018 sur Téva
- Suisse : 4 janvier 2018 sur RTS Un

- États-Unis : 5,64 millions de téléspectateurs[4] (première diffusion)
- Canada : 963 000 téléspectateurs[5] (première diffusion + différé 7 jours)

- Emily Alyn Lind (Ariel)
- Moon Bloodgood (Rox Valenzuela)
- Chris Coy (Larry Green)
- Tommy Savas (Javi Gomez)
- Chaley Rose (Pepper Russo)
- Tyler Perez (Diego Avila)

### Épisode 2:Quelques pas de danse
- États-Unis /  Canada : 2 mai 2018 sur CBS / CTV
- France : 18 novembre 2018 sur Téva
- Suisse : 4 janvier 2018 sur RTS Un

- États-Unis : 5,17 millions de téléspectateurs[6] (première diffusion)
- Canada : 1,159 million de téléspectateurs[7] (première diffusion + différé 7 jours)

- Will Kemp (Miles Glanton)
- Sarah Sokolovic (Abigail Martin)
- Bahni Turpin (Meryl)
- James McCauley (Bryan Reeves)
- Matt Lowe (Danny Powell)
- Jessica Lee Keller (Cameron Lucero)
- Angela Relucio (Risa Park)
- Dina Meyer (Joan Reeves)
- Tyler Perez (Diego Avila)
- Will Kemp (Miles Glanton)
- Sarah Sokolovic (Abigail Martin)

### Épisode 3:Comme un bateau dans la nuit
- États-Unis /  Canada : 9 mai 2018 sur CBS / CTV
- France : 25 novembre 2018 sur Téva
- Suisse : 11 janvier 2018 sur RTS Un

- États-Unis : 5,03 millions de téléspectateurs[8] (première diffusion)
- Canada : 1,051 million de téléspectateurs[9] (première diffusion + différé 7 jours)

- Efrain Figueroa (Jose Sallander)
- Chaley Rose (Pepper Russo)
- Roxana Brusso (Nora Morales)
- Chrissie Fit (Lupita Sallander)
- Alex Lange (Max Edwards)
- Erica Piccininni (Daisy Hogan)
- David Lipper (Steven Martinelli)
- Myko Olivier (Brandt)

### Épisode 4:Les Raisins de la colère
- États-Unis /  Canada : 16 mai 2018 sur CBS / CTV
- France : 25 novembre 2018 sur Téva
- Suisse : 11 janvier 2018 sur RTS Un

- États-Unis : 5,95 millions de téléspectateurs[10] (première diffusion)
- Canada : 1,03 million de téléspectateurs[11] (première diffusion + différé 7 jours)

- Rosalind Chao (Jae Eun)
- Joe Pingue (Cliff Abbott)
- Tyler Perez (Diego Avila)
- Shannon Kane (Felicia Humphries)
- Brian Howe (Richard Fields)
- Casimere Jollette (Danica Fields)
- Allison King (Nancy Fields)
- Colleen Foy (Melanie Kaufman)
- Alex Lange (Max Edwards)
- Diamond White (Caitlyn Quick)
- Shirley Jordan (Maisy)
- Caitlin Reagan (Jolene Fields)

### Épisode 5:Un avion sans elle
- États-Unis : 30 mai 2018 sur CBS
- Canada : 18 juin 2018 sur CTV
- France : 2 décembre 2018 sur Téva

- États-Unis : 6,38 millions de téléspectateurs[12] (première diffusion)
- Canada : 780 000 téléspectateurs[13] (première diffusion + différé 7 jours)

- Sarah Brown (Elizabeth Harris)
- Ronnie Gene Blevins (Joe Lawson)
- Julitta Scheel (Ruby Harris)

### Épisode 6:À feu et à sang
- États-Unis /  Canada : 30 mai 2018 sur CBS / CTV
- France : 2 décembre 2018 sur Téva

- États-Unis : 6,28 millions de téléspectateurs[12] (première diffusion)
- Canada : 1,415 million de téléspectateurs[14] (première diffusion + différé 7 jours)

- David Clennon (Colonel Martin Willis)
- Gregory Itzin (Dr. David Stoval)
- Tyler Perez (Diego Avila)
- Matt Gerald (Mike Costa)

### Épisode 7:Il n'est jamais trop tard
- États-Unis /  Canada : 6 juin 2018 sur CBS / CTV
- France : 9 décembre 2018 sur Téva

- États-Unis : 5,67 millions de téléspectateurs[15] (première diffusion)
- Canada : 1,483 million de téléspectateurs[16] (première diffusion + différé 7 jours)

- David Clennon (Colonel Martin Willis)
- April Grace (Coach Mia)
- Kyndall (Vanessa)
- Ginifer King (Jennifer)
- Brenna D'Amico (Natalie)
- Alex Lange (Max)
- Monique Green (Toya)

### Épisode 8:Amour interdit
- États-Unis /  Canada : 13 juin 2018 sur CBS / CTV
- France : 9 décembre 2018 sur Téva

- États-Unis : 6,18 millions de téléspectateurs[17] (première diffusion)
- Canada : 1,485 million de téléspectateurs[18] (première diffusion + différé 7 jours)

- Patrick Fabian (Owen Edwards)
- Shannon Kane (Felicia Humphries)
- Jack Conley (Jonathan Larssen)
- Andy Favreau (Charlie Larssen)
- Antonio Fargas (Harold)
- Millicent Martin (Marjorie)
- Patricia Belcher (Gloria)
- Laya DeLeon Hayes (Emily Campbell)

### Épisode 9:Humain, trop humain
- États-Unis /  Canada : 20 juin 2018 sur CBS / CTV

- États-Unis : 5,70 millions de téléspectateurs[19] (première diffusion)
- Canada : 1,395 million de téléspectateurs[13] (première diffusion + différé 7 jours)

- David Clennon (Colonel Martin Willis)
- Christian Monzon (Damon)
- Melanie Field (Kathy)
- Nick Jandl (Edwin)
- Elizabeth McLaughlin (Lana)
- Christa B. Allen (Amber)

### Épisode 10:Cœurs brisés
- États-Unis /  Canada : 27 juin 2018 sur CBS / CTV

- États-Unis : 5,74 millions de téléspectateurs[20] (première diffusion)
- Canada : 1,459 million de téléspectateurs[21] (première diffusion + différé 7 jours)

- Linda Purl (Madeline Mandel)
- Tyler Perez (Diego Avila)
- Richard Short (Drake Finn)
- Laura Leighton (Sonya Finn)
- Jordan Belfi (Andrew Ferryman)
- Shanti Lowry (Tiffany / Yvonne)
- Levi Fiehler (Jake Mandel)
- Gatlin Kate James (Delia Finn)
- Laya DeLeon Hayes (Emily Campbell)
- Marta Cross (Gabriella Gomez)

### Épisode 11:Délit de fuite
- États-Unis /  Canada : 4 juillet 2018 sur CBS / CTV

- États-Unis : 4,8 millions de téléspectateurs[22] (première diffusion)
- Canada : 1,418 million de téléspectateurs[23] (première diffusion + différé 7 jours)

- Josh Braaten (JT / Frank)
- Tyler Perez (Diego Avila)
- Rosalind Chao (Jae Eun)
- Shanti Lowry (Tiffany)

### Épisode 12:Chemins de traverse
- États-Unis /  Canada : 11 juillet 2018 sur CBS / CTV

- États-Unis : 5,72 millions de téléspectateurs[24] (première diffusion)
- Canada : 1,18 million de téléspectateurs[25] (première diffusion + différé 7 jours)

- Taylor Handley (Robert)
- Tyler Perez (Diego Avila)
- Patrick Fabian (Owen Edwards)
- Alex Fernandez (Dr. Oscar Avila)
- Shannon Kane (Felicia Humphries)
- Stephanie Lemelin (Keri Berlinger)
- Kathleen York (Vicky Markwith)
- Andy Umberger (Général Jefferson Cohn)
- Sean O'Bryan (Dr. Edlen)
- James Eckhouse (Mr. Berlinger)
- Jennifer Hetrick (Mrs. Berlinger)
- Samaire Armstrong	(Tabitha Markwith)
- Laya DeLeon Hayes	(Emily Campbell)
- Dana L. Wilson (Détective Lewis)
- Miles Burris (Logan)

### Épisode 13:Le cœur a ses raisons
- États-Unis /  Canada : 18 juillet 2018 sur CBS / CTV

- États-Unis : 5,37 millions de téléspectateurs[26] (première diffusion)
- Canada : 1,485 million de téléspectateurs[27] (première diffusion + différé 7 jours)

- David Clennon (Colonel Martin Willis)
- Romy Rosemont (Dolores)
- Tyler Perez (Diego Avila)
- Taylor Handley (Robert)
- Emily Alyn Lind (Ariel)
- Ravi Kapoor (Phil)
- Romy Rosemont (Dolores)
- David Marshall Grant (Dr. Marchant)
- Shane Harper (Clark Behar)
- Madison McLaughlin (Joy)
- Alison Martin (Juge Lily Taniston)
- Amber Friendly (Jeannie)
- Bradley White (Détective Brannagan)